# Ontologie des maladies
L'ontologie des maladies est une ontologie formelle des maladies de l'être humain,.
Initialement lancé par l'université Northwestern, dans l'État de l'llinois, aux États-Unis, le projet collabore à l'OBO Foundry, de l'anglais : The Open Biological and Biomedical Ontologies (OBO) Foundry, qui se propose de travailler de façon libre, ouverte et collaborative sur les ontologies de ces domaines scientifiques.